# Зелехово
Зелехово (рос. Зелехово) — присілок в Локнянському районі Псковської області Російської Федерації.
Населення становить 5 осіб. Входить до складу муніципального утворення Михайловская волость.

## Історія
Від 2015 року входить до складу муніципального утворення Михайловская волость.

## Населення
| 2001 | 2002 | 2010 |
| ---- | ---- | ---- |
| 5    | ↘3   | ↗5   |